# Parnass (Zeitschrift)
Parnass (Eigenschreibweise PARNASS), ursprünglich Parnass : das Kunstmagazin, ist eine zweimonatlich erscheinende österreichische Kunstzeitschrift.

## Geschichte
Parnass wurde 1981 von Charlotte Kreuzmayr gegründet und trug anfangs den Zusatz „Kunst, Architektur, Design, Fotografie, Musik, Theater, Literatur“. Es gehört zu den am längsten etablierten Kunstmagazinen Österreichs. 2014 übernahm die Kunsthistorikerin Silvie Aigner die Chefredaktion des Kunstmagazins. Anfangs lag der Fokus nur auf den österreichische Kunstbetrieb. Mit der Änderung in der Chefredaktion erweitere sich die Berichterstattung auf die Schweiz, Liechtenstein, Südtirol und den süddeutschen Raum. Anfänglich erschien das Magazin in der eigenen Parnass Verlagsgesellschaft; seit 2013 gehört Parnass zur Medecco Holding. In dem Magazin erscheinen Berichte über Ausstellungen, den Kunstmarkt und Tendenzen der Kunst, Kunstkritiken, Künstlerporträts sowie Interviews mit Künstlern.

## Redaktionsleitung
- seit 2014 Silvie Aigner